# Servio Cornelio Maluginense (tribuno consolare 386 a.C.)
Servio Cornelio Maluginense (fl. IV secolo a.C.) è stato un politico e militare romano.

## Primo tribunato consolare
Nel 386 a.C. fu eletto tribuno consolare con Quinto Servilio Fidenate, Marco Furio Camillo, Lucio Orazio Pulvillo, Lucio Quinzio Cincinnato Capitolino e Publio Valerio Potito Publicola.
Quando Anzio riprese le armi contro Roma, sostenuta anche da giovani fuoriusciti Latini ed Ernici, il Senato decise di affidare le operazioni belliche a Furio Camillo, che volle con sé il collega Publio Valerio. A Quinto Servilio fu affidato il compito di organizzare un esercito da porre nella campagna romana, a difesa della città da possibili attacchi degli Etruschi, a Lucio Quinzio fu affidato il compito di presidiare le mura cittadine, a Lucio Orazio di organizzare tutto l'approvvigionamento di guerra e a Servio Cornelio l'amministrazione della città.

## Secondo tribunato consolare
Nel 384 a.C. fu eletto tribuno consolare Marco Furio Camillo, Gaio Papirio Crasso, Publio Valerio Potito Publicola, Servio Sulpicio Rufo e Tito Quinzio Cincinnato Capitolino.
Tutto l'anno fu segnato dalla vicenda del processo condotto contro Marco Manlio Capitolino, conclusasi con la sua condanna a morte.

## Terzo tribunato consolare
Nel 382 a.C. fu eletto tribuno consolare con Lucio Papirio Crasso, Gaio Sulpicio Camerino, Spurio Papirio Crasso, Quinto Servilio Fidenate e Lucio Emilio Mamercino.
Lucio e Spurio comandarono le legioni romane che sconfissero gli abitanti di Velletri, e i contingenti di Prenestini, giunti per aiutarli, mentre a Servio, con gli altri tribuni, fu dato il comando delle forze lasciate a Roma, a difesa della città.

## Quarto tribunato consolare
Nel 380 a.C. fu eletto tribuno consolare con Lucio Valerio Publicola, Publio Valerio Potito Publicola, Licinio Menenio Lanato, Gaio Sulpicio Petico, Lucio Emilio Mamercino, Gneo Sergio Fidenate Cosso, Tiberio Papirio Crasso e Lucio Papirio Crasso.
L'anno fu contrassegnato dalle dispute tra patrizi e plebei sulla questione dei cittadini romani tratti in schiavitù per debiti. Dei contrasti interni provarono ad approfittarne gli abitanti di Preneste, che arrivarono fin sotto a porta Collina. Allora per scongiurare il pericolo esterno, ma anche per limitare il potere dei tribuni della plebe, il Senato nominò dittatore Tito Quinzio Cincinnato Capitolino che condusse i romani alla vittoria contro i Prenestini.

## Sesto tribunato consolare
Nel 370 a.C. fu eletto tribuno consolare con Servio Sulpicio Pretestato, Gaio Valerio Potito, Lucio Furio Medullino Fuso, Aulo Manlio Capitolino e Publio Valerio Potito Publicola.
L'elezione interruppe un periodo di 5 anni, durante il quale a Roma non si erano eletti tribuni consolari, a causa del veto posto dai tribuni della plebe Gaio Licinio Calvo Stolone e Lucio Sextio Laterano, e fu dovuta all'attacco che Velletri portò a Tusculum, città alleata dei romani.
I Romani respinsero gli attaccanti nella loro città, che fu posta sotto assedio, senza però riuscire ad espugnarla.

## Settimo tribunato consolare
Nel 368 a.C. fu eletto tribuno consolare con Spurio Servilio Strutto, Lucio Papirio Crasso, Servio Sulpicio Pretestato, Tito Quinzio Cincinnato Capitolino, Lucio Veturio Crasso Cicurino.
Quando i tribuni della plebe Gaio Licinio Calvo Stolone e Lucio Sextio Laterano portarono le tribù a votare sulle proprie proposte di legge a favore dei plebei, nonostante il veto espresso dagli altri tribuni della plebe, controllati dai patrizi, il Senato nominò Marco Furio Camillo dittatore per la quarta volta, allo scopo di impedire la votazione delle leggi proposte da Licinio e Sestio.
(Tito Livio, Ab Urbe condita libri, VI, 38.)

## Magister equitum
Nel 361 a.C. fu scelto come magister equitum da Tito Quinzio Peno Capitolino Crispino, nominato dittatore per condurre la guerra contro i Galli.

### Fonti primarie
- Tito Livio, Ab Urbe condita libri, Libro VI.

### Fonti secondarie
- T. Robert S. Broughton, The Magistrates of the Roman Republic. Vol. 1: 509 B.C. - 100 B.C., Cleveland, Case Western Reserve University Press, 1968  [1951].